# Supercoppa italiana 2004
La Supercoppa italiana 2004, denominata Supercoppa TIM per ragioni di sponsorizzazione, è stata la 17ª edizione della competizione disputata il 21 agosto 2004 allo stadio Giuseppe Meazza di Milano, sebbene inizialmente fosse stata scelta la città di Tripoli (che già due anni prima aveva ospitato la gara). La sfida è stata disputata tra il Milan, vincitrice della Serie A 2003-2004, e la Lazio, detentrice della Coppa Italia 2003-2004.
A conquistare il titolo è stato il Milan che ha battuto 3-0 la Lazio con una tripletta di Andrij Ševčenko, tuttora l'unico calciatore ad aver siglato tre reti in una finale della manifestazione.

## Partecipanti
| Squadre | Qualificazione                         | Partecipazioni precedenti (il grassetto indica la vittoria) |
| ------- | -------------------------------------- | ----------------------------------------------------------- |
| Milan   | Vincitore della Serie A 2003-2004      | 7 (1988, 1992, 1993, 1994, 1996, 1999, 2003)                |
| Lazio   | Vincitore della Coppa Italia 2003-2004 | 2 (1998, 2000)                                              |

## Tabellino
| Arbitro: | Collina (Viareggio) |

|                        |           |  |
| Ševčenko 36’, 43’, 77’ | Marcatori |  |

| Milan | Lazio |

### Formazioni
| Milan (4-3-1-2) |    |                       |  |     |  |     |
|                 |    |                       |  |     |  |     |
| P               | 1  | Dida                  |  |     |  |     |
| D               | 2  | Cafu                  |  |     |  |     |
| D               | 13 | Alessandro Nesta      |  |     |  |     |
| D               | 31 | Jaap Stam             |  |     |  |     |
| D               | 3  | Paolo Maldini (c)     |  |     |  |     |
| C               | 8  | Gennaro Gattuso       |  |     |  |     |
| C               | 10 | Rui Costa             |  |     |  |     |
| C               | 23 | Massimo Ambrosini     |  | 77’ |  |     |
| C               | 22 | Kaká                  |  |     |  |     |
| A               | 7  | Andrij Ševčenko       |  |     |  |     |
| A               | 15 | Jon Dahl Tomasson     |  | 75’ |  |     |
| A disposizione: |    |                       |  |     |  |     |
| P               | 17 | Christian Abbiati     |  |     |  |     |
| D               | 4  | K'akhaber K'aladze    |  |     |  |     |
| D               | 5  | Alessandro Costacurta |  |     |  |     |
| C               | 24 | Vikash Dhorasoo       |  | 77’ |  |     |
| C               | 27 | Serginho              |  | 83’ |  |     |
| C               | 32 | Cristian Brocchi      |  |     |  |     |
| A               | 11 | Hernán Crespo         |  | 75’ |  | 83’ |
| Allenatore:     |    |                       |  |     |  |     |
| Carlo Ancelotti |    |                       |  |     |  |     |

| Lazio (4-5-1)   |    |                       |  |     |
|                 |    |                       |  |     |
| P               | 1  | Angelo Peruzzi        |  |     |
| D               | 22 | Massimo Oddo          |  |     |
| D               | 23 | Paolo Negro (c)       |  |     |
| D               | 24 | Fernando Couto        |  | 77’ |
| D               | 4  | Óscar López           |  |     |
| C               | 8  | Luciano Zauri         |  |     |
| C               | 6  | Ousmane Dabo          |  |     |
| C               | 16 | Giuliano Giannichedda |  | 88’ |
| C               | 20 | Fabio Liverani        |  |     |
| C               | 10 | César                 |  | 55’ |
| A               | 11 | Roberto Muzzi         |  |     |
| A disposizione: |    |                       |  |     |
| P               | 33 | Matteo Sereni         |  |     |
| D               | 37 | Marco Angeletti       |  |     |
| D               | 43 | Simone Sannibale      |  | 77’ |
| C               | 34 | Emiliano Corsi        |  | 88’ |
| A               | 9  | Paolo Di Canio        |  | 55’ |
| A               | 19 | Goran Pandev          |  |     |
| A               | 44 | Claudio De Sousa      |  |     |
| Allenatore:     |    |                       |  |     |
| Domenico Caso   |    |                       |  |     |